# Marlen Block

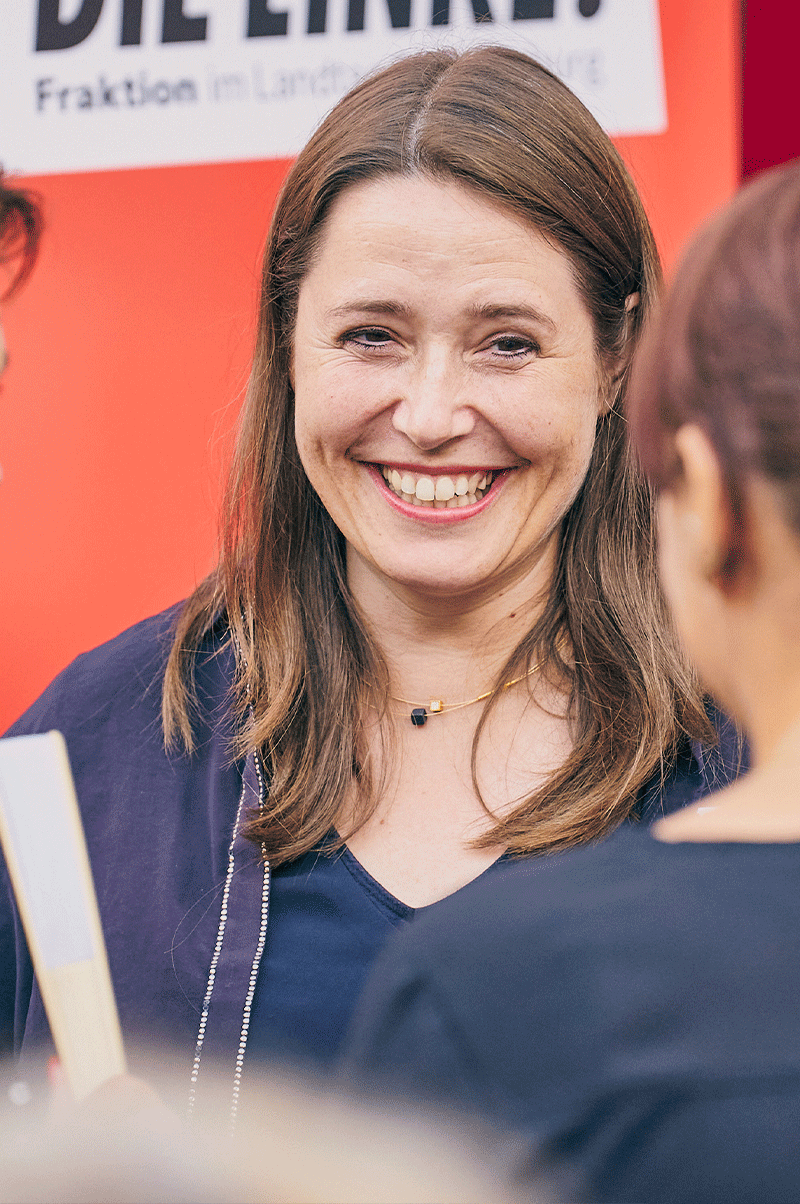
Marlen Block (2022)

Marlen Block (* 29. Juni 1980 in Ost-Berlin) ist eine deutsche Politikerin (parteilos, früher Die Linke). Sie war von 2019 bis 2024 Mitglied des Brandenburgischen Landtags. 

## Leben
Marlen Block wuchs zunächst in Ost-Berlin auf, reiste aber schon 1988 mit ihrer Mutter nach West-Berlin aus. Sie studierte von 2002 bis 2009 Jura an der Universität Potsdam und der Freien Universität Berlin mit Zweitem Staatsexamen. Danach wurde sie als Rechtsanwältin im Bereich des Strafrechts tätig.

## Politik
Block gehörte der Partei Die Linke seit 2015 an und war Wahlkreismitarbeiterin der Landtagsabgeordneten Anita Tack. Ab 2014 war sie Vorstandsmitglied der Rosa-Luxemburg-Stiftung Brandenburg, seit 2018 stellvertretende Vorsitzende. Bei der Landtagswahl in Brandenburg 2019 zog sie über Platz 9 der Landesliste ihrer Partei in den Landtag ein. Dort war sie Vorsitzende im Ausschuss für Inneres und Kommunales sowie Mitglied des Rechtsausschusses. Block macht sich unter anderem für die Entkriminalisierung von Cannabisbezug stark.
Im Juni 2024 trat Block aus der Partei Die Linke aus. Sie begründete ihren Austritt unter anderem damit, dass „man Sahra Wagenknecht hat zu lange gewähren lassen“. Bei der Landtagswahl 2024 trat sie nicht erneut an.

## Weitere Funktionen
Block ist Mitglied des Aufsichtsrates der Luftschiffhafen Potsdam GmbH und Mitglied des Forensikbeirats des Martin Gropius Krankenhauses in Eberswalde.